# Ineenstorten van de golffunctie
Het ineenstorten van de golffunctie is het proces waardoor een golffunctie die zich aanvankelijk in een superpositie van verschillende eigentoestanden bevond, na interactie met zijn omgeving tot niet meer dan een van deze toestanden wordt teruggebracht. Dit is een van de twee processen volgens welke kwantumsystemen in de loop van de tijd evolueren. Het andere proces is de 'ongestoorde' evolutie van het systeem volgens de tijdsafhankelijke schrödingervergelijking.
Over de vraag of het ineenstorten van golffuncties wel of niet werkelijk plaatsvindt zijn niet alle natuurkundigen het eens; het kan ook een epifenomeen van andere verschijnselen zoals decoherentie zijn.

## Beschrijving
Zie het artikel kwantummechanica voor een beschrijving van de gebruikte begrippen en terminologie.
Met iedere meetbare grootheid (observabele) A is een kwantummechanische operator geassocieerd. Men kan de golffunctie {\displaystyle |\psi \rangle } (Diracnotatie) van een kwantummechanisch systeem ontwikkelen in eigentoestanden {\displaystyle |i\rangle } van deze operator, dat wil zeggen dat een willekeurige golffunctie {\displaystyle |\psi \rangle } te schrijven is als
{\displaystyle |\psi \rangle =\sum _{i}c_{i}|i\rangle }
waar de {\displaystyle c_{i}} complexe getallen zijn. De {\displaystyle |i\rangle } zijn een orthonormale basis van eigenvectoren van de operator A, dus {\displaystyle A|i\rangle =a_{i}|i\rangle } met {\displaystyle a_{i}} (complexe) getallen, {\displaystyle \langle i|i\rangle =1} en {\displaystyle \langle i|j\rangle =0} voor {\displaystyle i\neq j}
Voorafgaande aan een meting kan een kwantummechanisch systeem zich in een willekeurige toestand bevinden, dus een superpositie van eigentoestanden zoals hierboven beschreven. Ná de meting bevindt het systeem zich in een zuivere eigentoestand van de operator die bij de observabele hoort. Bij een ontwikkeling van de functie in eigentoestanden is er dus nog maar één coëfficiënt ongelijk nul, de rest is 'ineengestort'. Welke eigentoestand resulteert, kan niet met zekerheid voorspeld worden (tenzij het te meten systeem zich al in een eigentoestand bevindt), en de waarschijnlijkheid dat een toestand {\displaystyle |\psi \rangle } 'ineenstort' tot een bepaalde eigentoestand {\displaystyle |i\rangle } wordt gegeven door {\displaystyle |\langle \psi |i\rangle |^{2}=c_{i}}.

## Interpretatieproblemen
Het "ineenstorten van de golffunctie" doet vermoeden dat er sprake is van een fysische golf. Dat is echter niet het geval: de golffunctie is slechts gedefinieerd in een complexe Hilbertruimte en niet in de fysische (configuratie-)ruimte. Het is een mathematisch hulpmiddel om volgens de Bornregel de kans op het meten van een bepaalde toestand te bepalen. De fysica zit hem in de observabele en de daarmee mathematisch verbonden operator, maar niet in de golffunctie zelf, die slechts een complexe grootheid is die in de tijd kan evolueren volgens de Schrödingervergelijking.

## Toepassingen
Het bestaan van ineenstortende golffuncties wordt onder meer noodzakelijk geacht bij het beschrijven van:
- De Kopenhaagse interpretatie en bepaalde varianten hierop
- De transactionele interpretatie
- Bepaalde verschijnselen binnen de kwantummystiek

Het verschijnsel wordt daarentegen beschouwd als overbodig of als een alternatieve verklaring binnen het kader van:
- Interpretaties gebaseerd op consistente geschiedenissen
- De Veel-werelden-interpretatie
- De Bohm-interpretatie
- De Ensemble-interpretatie
- De Modale Interpretatie
- De Relationele kwantummechanica

Bij de interpretatie van de kwantummechanica staan verschijnselen die aan de hand van het ineenstorten van een golffunctie kunnen worden verklaard bekend als het meetprobleem. Volgens de Kopenhaagse interpretatie is het ineenstorten een specifiek kenmerk van het meetproces als zodanig. Volgens de vele-werelden-interpretatie van Everett zijn de lineaire wetten van de kwantummechanica algemeen geldig, doordat de enige manier waarop een kwantumsysteem evolueert afhangt van de schrödingervergelijking of een equivalent hiervan binnen de relativiteitstheorie.